# Ghibli
De ghibli is een zuidelijke wind in Libië, die hete en droge lucht uit de Sahara naar het noorden voert, vergelijkbaar met de Sirocco.
De ghibli waait vooral in mei, juni en oktober en duurt één tot vier dagen. Deze hete wind voert zand en stof mee, waardoor de lucht roodbruin kleurt en het zicht daalt tot minder dan 30 meter. Omdat Libië vrijwel geen natuurlijke barrières heeft, bereikt de wind gemakkelijk het hele land. Wanneer de Middellandse Zee bereikt wordt loopt de temperatuur zeer snel op en daalt de luchtvochtigheid binnen enkele uren. Een stijging van 40 naar 50°C en een luchtvochtigheid van 80% naar 10% is mogelijk.